# Halaelurus boesemani
Halaelurus boesemani — акула з роду Halaelurus родини Котячі акули. Інші назви «строката плямиста котяча акула», «веснянкувата плямиста котяча акула».

## Опис
Загальна довжина досягає 48 см. Голова велика та сплощена. Ніс загострений. Очі помірного розміру, у 14 разів коротше за відстань від кінчика до переднього спинного плавця. Вони наділені мигальною перетинкою. За очима розташовані маленькі бризкальця. Ніздрі з носовими клапанами. Губні борозни короткі, розташовані в кутах рота. Рот помірно вузький, довжина становить 3-4% довжини усього тіла. У неї 5 пар відносно довгих зябрових щілин. Тулуб стрункий, гнучкий, циліндричне у перетині. Грудні плавці розвинені, широкі. Має 2 невеличких спинних плавця однакового розміру та форми. Передній спинний плавець розташовано над задньою третю основи черевних плавців, задній — над кінцем основи анального плавця. Анальний плавець низький. Черево у 1,5 рази менше довжини основи грудних плавців. Хвостовий плавець вузький, гетероцеркальний.
Забарвлення сіро-коричневе. Уздовж спини, верхньої частини бокової поверхні, хвостовому плавці розташовані темні сідлоподібні плями. По спині розкидані численні темні крапинки.

## Спосіб життя
Тримається на глибинах від 37 до 250 м. Доволі малоактивна акула. Полює біля дна, є бентофагом. Живиться креветками, молюсками, личинками, морськими черв'яками.
Статева зрілість настає при розмірах у 44-47 см. Це яйцекладні акули. Самиця відкладає 2-4 яйця.

## Розповсюдження
Мешкає в Аденській затоці, біля узбережжя Сомалі та південно-західної Індонезії в області півдня Індокитайського півострова. Раніше до ареалу цієї акули відносини води Філіппін та північно-західної Австралії.